# Nana to Kaoru
Nana to Kaoru (яп. ナナとカオル Нана то Каору) — сэйнэн-манга, созданная Рютой Амадзумэ. В 2011 году вышла аниме-адаптация манги. Закрывающую музыкальную композицию «Owaranai Yoru ni» (яп. 終わらない夜に «Бесконечной ночи») исполнила Юи Сакакибара. С 2010 выходит продолжение Nana to Kaoru: Black Label, сюжет которой начинается через 8 месяцев после окончания первой манги.

## Сюжет
Главный персонаж, Каору Сугимура, увлекается BDSM. Однажды его мать забирает купленный им в секс-шопе откровенный костюм и отдает его на хранение подруге детства Каору, Нане Тигусе. Та в свою очередь решает примерить одежду и случайно закрывает замок, не открыв который, снять костюм невозможно. В обмен на ключ от замка Каору заставляет Нану позировать для него. В результате Нана обнаруживает, что подобные игры повышают её успеваемость и её с Каору BDSM развлечения становятся регулярными.

## Персонажи
- Нана Тигуса (яп. 千草 奈々 Тигуса Нана) — главная героиня. После того, как она была вынуждена позировать для Каору в откровенном костюме, она обнаружила, что это благотворно сказалось на её учёбе, поэтому регулярно обращается к Каору за новыми экспериментами в области BDSM. Несмотря на то, что именно она попросила развития их отношений, обычно стесняется очередной игры, предложенной Каору. Сэйю — Каору Мидзухара.
- Каору Сугимура (яп. 杉村 薫 Сугимура Каору) — главный персонаж. Увлекается BDSM и имеет обширную коллекцию соответствующих литературы и атрибутики. Тайно влюблён в свою соседку и одноклассницу Нану, однако не верит, в то что у него есть какие-то шансы на романтические отношения с ней, поэтому старается держать свои чувства в тайне от неё. Дабы помочь Нане расслабиться, выступает в роли её господина. С гораздо меньшей охотой использует в качестве секс-рабыни Рёко. Сэйю — Дзюндзи Мадзима.
- Рёко Тати (яп. 舘 涼子 Тати Рё:ко) — спортсменка, с которой Каору познакомился во время утренних пробежек. Несмотря на то, что является девушкой, её часто путают с парнем. Случайно узнав о характере отношений Наны и Каору, она была глубоко возмущена. Однако Нане удалось убедить Рёко саму попробовать BDSM, прежде чем осуждать. Результат настолько понравился Рёко, что она стала активно домогаться новых сеансов. В отличие от Наны, абсолютно не стесняется предложений Каору и воспринимает их с нескрываемым энтузиазмом.
- Вака Сугимура — мать Каору. Безразлично относится к увлечениям своего сына и абсолютно не уважает его личную жизнь, всегда входя без стука, несмотря на все замечания. Именно благодаря тому, что она впустила Рёко, та узнала об увлечениях Каору и Наны. Сэйю — Кимико Сайто.
- Хироси Ягами — президент студсовета. Во время похода в храм признаётся Каору, что влюблён в Нану. Ненавидит Каору, так как считает его своим соперником, хотя постепенно меняет своё мнение о нём. Когда сестра выкинула его единственный диск с порно, Каору с друзьями помогли ему найти видео в интернете, за что он им благодарен.
- Кикуко Ягами — старшая сестра Хироси. Красивая, умная, пользуется уважением у других. По словам Хироси, на самом деле она сущий дьявол, который управляет другими ради своих желаний. Сделала Хироси президентом студсовета и заставила его пойти в Тодай только потому, что ей это выгодно. Из разговора с Наной поняла, что Нана любит Каору, но пока этого не осознаёт, поэтому если Хироси хочет её заполучить, то должен поспешить. Во время похода в храм чуть не раскрыла секрет «отдушины», но Тати удалось убежать. Выкинула любимый диск Хироси.
- Юкари Муцуми — лучшая подруга Наны. Влюблена в Хироси. Постоянно просит помощи у Наны. Как и большинство учеников школы, называет Каору Страхомура (от слова кимой, «мерзкий»). Есть пёс Хиро.
- Харука — капитан легкоатлетической команды школы «Сиратори». Всегда хотела подружиться с Тати, но первое время безуспешно. Во время соревнований единственная поддержала её. Позже познакомилась с Наной. Помогала Нане скрыть отсутствие трусиков под юбкой. Нервничает, потому что думает, что Каору и Тати встречаются.
- Хосино и Домото — друзья Каору. Вечно спорят о какой-нибудь бессмыслице (например, нужна ли цензура в порно). У Домото есть собака Линда, которая умеет определять, симулирует ли девушка оргазм или нет. Помогали Каору и Хироси найти нужное видео в интернете.
- Мицуко Татибана — управляющая в секс-шопе. Часто помогает Каору с советами, а иногда одалживает нужные для отдушин вещи и делает скидки. Часто проверяет товар магазина на себе. Является рабыней Сарасина-сэнсэя и помогает ему в написании книг.